# 新疆异株荨麻
新疆异株荨麻（学名：Urtica dioica sp. xingjiangensis）为荨麻科荨麻属下的一个亚种。